# Great Wigborough
Great Wigborough – wieś w Anglii, w hrabstwie Essex, w dystrykcie Colchester. W civil parish Great and Little Wigborough. Leży 27 km na wschód od miasta Chelmsford i 75 km na północny wschód od Londynu. Posiada kościół. W 1951 roku civil parish liczyła 181 mieszkańców.